# دهانه‌سر
دهانه‌سر (به انگلیسی: Dhana Sar) یک منطقهٔ مسکونی در پاکستان است که در ایالت بلوچستان واقع شده‌است. دهانه‌سر ۱٬۲۰۵ متر بالاتر از سطح دریا واقع شده‌است.